# Rénovation populaire

Logo de 2020 à 2024

Rénovation populaire (espagnol : Renovación Popular), dénommé Parti Solidarité nationale (espagnol : Partido Solidaridad Nacional) jusqu'en 2020, est un parti politique péruvien, fondé en 1998 par le maire de Lima, Luis Castañeda Lossio. Jusqu'en 2008, il composait l'alliance politique Unité nationale avec le parti populaire chrétien.
Le parti est dirigé par Rafael López Aliaga, membre de l’Opus Dei et ancien fujimoriste, qui se présente comme le « Bolsonaro péruvien ».

## Controverses
Le parti est impliqué dans plusieurs controverses lors de la campagne précédant les élections législatives de 2020.
Au cours d'un débat, le candidat du parti a offert un morceau de savon à son adversaire. Le geste a été aussitôt dénoncé comme une attaque raciste visant sa couleur de peau. Le jury national des élections est alors intervenu pour demander aux candidats de proscrire tout acte, parole ou geste offensant.
Lors de la campagne des élections législatives péruviennes de 2020, des vidéos et articles discriminatoires ou diffamatoires sont massivement relayés sur les réseaux sociaux. Ainsi, le parti a été contraint de supprimer une vidéo dans laquelle il comparait ses adversaires de gauche avec des groupes terroristes.

## Résultats électoraux

### Élections législatives
| Année | Voix      | %    | Rang | Élus     |
| ----- | --------- | ---- | ---- | -------- |
| 2021  | 1 199 705 | 9,33 | 3e   | 13 / 130 |